# Água Boa (Mato Grosso)
Água Boa – miasto i gmina w Brazylii, w stanie Mato Grosso.